# Panzerkampfwagen IV
Panzerkampfwagen IV (PzKpfw IV), eller som den vanligtvis kallas Panzer IV (PzIV), även SdKfz 161 var Tysklands huvudsakliga medeltunga stridsvagn under andra världskriget. Från början var den avsedd för infanteriunderstöd och skulle samarbeta med Panzerkampfwagen III (PzKpfw III) som var avsedd att användas mot pansar. I krigets senare skede fick Panzer IV mer pansar och en bättre kanon och tog över pansarvärnsrollen från Panzer III. Panzer IV blev Tysklands vanligaste stridsvagn under andra världskriget och chassit användes som bas för många andra stridsfordon som till exempel pansarvärnskanonvagnar och luftvärnskanonvagnar. Panzer IV var även den enda tyska stridsvagn som tillverkades under hela kriget med över 9 000 byggda från och med 1939.

## Historia
Panzer IV var arbetshästen i de tyska pansarkårerna. Den användes på alla fronter under kriget och omarbetades löpande för att möta nya hot från motståndarna. Stridsvagnens historia började den 11 januari 1934 när armén lade fram planer utformade av Heinz Guderian på en medeltung stridsvagn med en maxvikt på 24 ton och en topphastighet på 35 km/h. Vagnen var avsedd att användas mot infanteri och skulle använda en grovkalibrig låghastighetskanon med spränggranater. Det fanns inga krav på att den skulle kunna bekämpa fientliga stridsvagnar.
Krupp, Rheinmetall och MAN producerade prototyper som testades 1935. Resultatet av testerna blev att Krupps design valdes för fullskalig produktion. Den första Panzer IV ausf A rullade av bandet i oktober 1937 och totalt 35 producerades det första halvåret.
Panzer IV var från början tänkt att endast sättas in mot infanteri och befästningar medan Panzer III skulle bekämpa fientligt pansar. För att uppnå detta fick PzIV den nya 75 mm KwK 37 L/24-kanonen, som var effektiv mot infanteri men som hade usel genomträngningsförmåga mot pansar. Den var dessutom inte speciellt träffsäker då eldröret endast var 180 cm lång, med låg utgångshastighet som följd.
Erfarenheter från slagfältet visade att PzIIIs 50 mms L/60-kanon inte var tillräckligt kraftig för att bekämpa modernare stridsvagnar på långa avstånd. PzIII hade stora problem mot Sovjets T-34 och amerikanska M4 Sherman, vilka båda hade kanoner med 75 mm eller grövre kaliber. 
PzIV hade redan en 75 mm kanon och var det uppenbara valet för en stridsvagn med större pansarvärnskanon. Eftersom Wehrmacht var i akut behov av en stridsvagn som kunde bekämpa T-34 beställdes ausf F av PzIV som fick ett nydesignat torn med den nya 7,5 cm KwK 40 L/43 kanonen. Bredare hjul sattes också på för att kunna ha bredare band då vagnen blev tyngre med den nya kanonen. Den nya ausf F med den långa kanonen fick heta F2 för att skilja den från den gamla F med den kortare kanonen. Senare bytte man namn på F2 till G. I slutet av 1942 monterade man en ännu längre kanon, 7,5 cm KwK 40 L/48. Man uppgraderade ofta äldre PzIV med nya torn för att öka effektiviteten.
Dessa uppgraderingar gjorde att PzIV höll takten med nyare konstruktioner som Sherman och T-34. Produktionen fortsatte och stegrades även trots att den nyare Panthern gjorde entré, då PzIV var relativt billig och mycket pålitlig. Mot slutet av kriget var det vanligt att varje tysk pansardivision hade en bataljon med Panther och en bataljon med Panzer IV.
Ett litet antal PzIV gick till Tysklands allierade. Bulgarien fick 88 stycken som de senare använde mot tyskarna i slutet av 1944. Finland köpte 15 Pz ausf J som kom för sent för att användas mot Sovjet, men användes som träningsvagnar fram till 1962. Några PzIV hamnade i Ungern, Spanien, Rumänien och Jugoslavien. På 1950-talet köpte Syrien flera dussin PzIV från Sovjet, Frankrike, Tjeckoslovakien och Spanien och använde dem i "Vattenkriget" 1965 och Sexdagarskriget 1967.

### Användning i Finland
Finland köpte 15 st PzKpfw IV ausf J -stridsvagnar i slutet av fortsättningskriget men de anlände för sent för att användas i strid i fortsättningskriget men såg sedan strid i Lappland mot tyskarna. Dessa stridsvagnar användes senare i utbildningen och en av dem uppträdde som en sovjetisk KV-1-stridsvagn i den första Okänd soldat-filmen.

## Egenskaper

Brittiska officerare inspekterar utslagen Panzer IV i Normandie.

PzIV ausf A hade 15 mm något lutande stålpansar på alla sidor med 10 mm pansar på ovansidan och 5 mm på undersidan. Detta ansågs tillräckligt då vagnen skulle användas mot infanteri. I verkligheten visade det sig att PzIV ofta stötte på fientliga stridsvagnar eller pansarvärnskanoner utan understöd från PzIII och pansaret uppgraderades till 30 mm på fronten på PzIV ausf B, 50 mm på ausf E och till 80 mm på ausf H samtidigt som även sid- och bakpansaret ökades. PzIV fick dessutom ofta pansarkjolar och tilläggspansar påsatt i fält.
Tidiga modeller hade en låghastighets 75 mm KwK 37 L/24 som sköt högexplosiva spränggranater. Efter Sovjets introduktion av T-34 beväpnades PzIV ausf F2 och G med en höghastighets 75 mm KwK 40 L/43 pansarvärnskanon. Senare ausf G och alla efterföljande modeller hade den längre 75 mm KwK 40 L/48-kanonen.
Alla modeller av PzIV hade en MG34 koaxialt till kanonen och alla modeller utom B och C hade ytterligare en MG-34 monterad i skrovet.
Panzer IV A var utrustad med en 230 hästkrafters (172 kW) 12-cylindring Maybach HL 108 TR-motor som gav en topphastighet på 30 km/h och en räckvidd på 150 km. Senare modeller fick en 320 hk (239 kW), 12-cylindring Maybach HL 120 TRM-motor. Toppfarten varierade mellan modellerna beroende på drivlina, pansar och kanon, men den låg på omkring 40 km/h. Räckvidden var i allmänhet runt 200 km. Som alla tyska stridsvagnar under andra världskriget var motorn bensindriven.

## Varianter

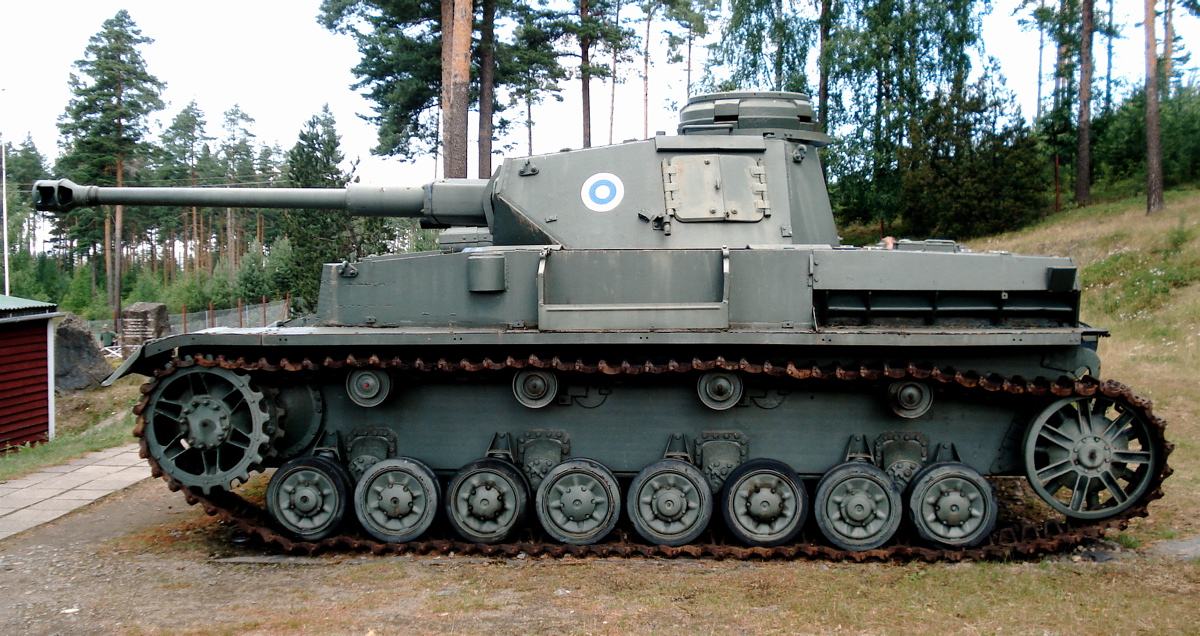
Panzer IV (Ausf J) på Finlands Tank Museum, Parola

Ausf är en förkortning av Ausführung som betyder modell (eller utförande).
- Ausf A (oktober 1937 - mars 1938, 35 byggda)[1]
- Ausf B (1938, 42 byggda): mer pansar, större motor.[2]
- Ausf C (1938-1939, 134 byggda): smärre förbättringar.[3]
- Ausf D (1939-1940, 229 byggda): tjockare sidopansar, första modellen avsedd för strid.[4]
- Ausf E (1940-1941, 223 byggda): tjockare front- och sidopansar.[5]
- Ausf F1 (1941-1942, 462 byggda): förenklad konstruktion.[6]
- Ausf F2 (1942, 175 byggda): beväpnad med den långa 75 mm L/43 pansarvärnskanonen.[7]
- Ausf G (1942-1943, 1 687 byggda): tjockare tornpansar, modifikationer för vinteranvändning.[8]
- Ausf H (1943-1944, 3 774 byggda): längre kanon (75 mm L/48) och tjockare pansar.[9]
- Ausf J (1944-1945, 1 758 byggda): tornets vridmotor utbytt mot extra bränsletank.[10]
- Tauchpanzer (1940, 42 ombyggda): en "dykarstridsvagn". En konverterad ausf D som skulle användas för Operation Sjölejon. Alla öppningar förseglades. Befälhavarens kupol, kanonens mantel och kspfästena täcktes med gummi, tornringen skyddades av en uppblåsbar gummiring. Avgasrören försågs med envägsventiler. Luft fick man med en flexibel 18 meter lång slang som hölls över ytan med en boj. Maximalt säkert djup var cirka 15 meter och farten var 5 km/h. Några användes av 18:e pansarregementet vid övergången av floden Västra Bug under operation Barbarossa.
- Panzerbefehlswagen IV (PzBefWg IV) (1944, 97 ombyggda): ausf H konverterade till befälsvagnar med en extra radio.
- Panzerbeobachtungwagen IV (PzBeogWg IV) (1944-1945, 96 ombyggda): för det mesta ausf J som byggdes om för artilleriledning. Försågs med ett extra periskop och extra radio.

## Varianter baserade på chassit

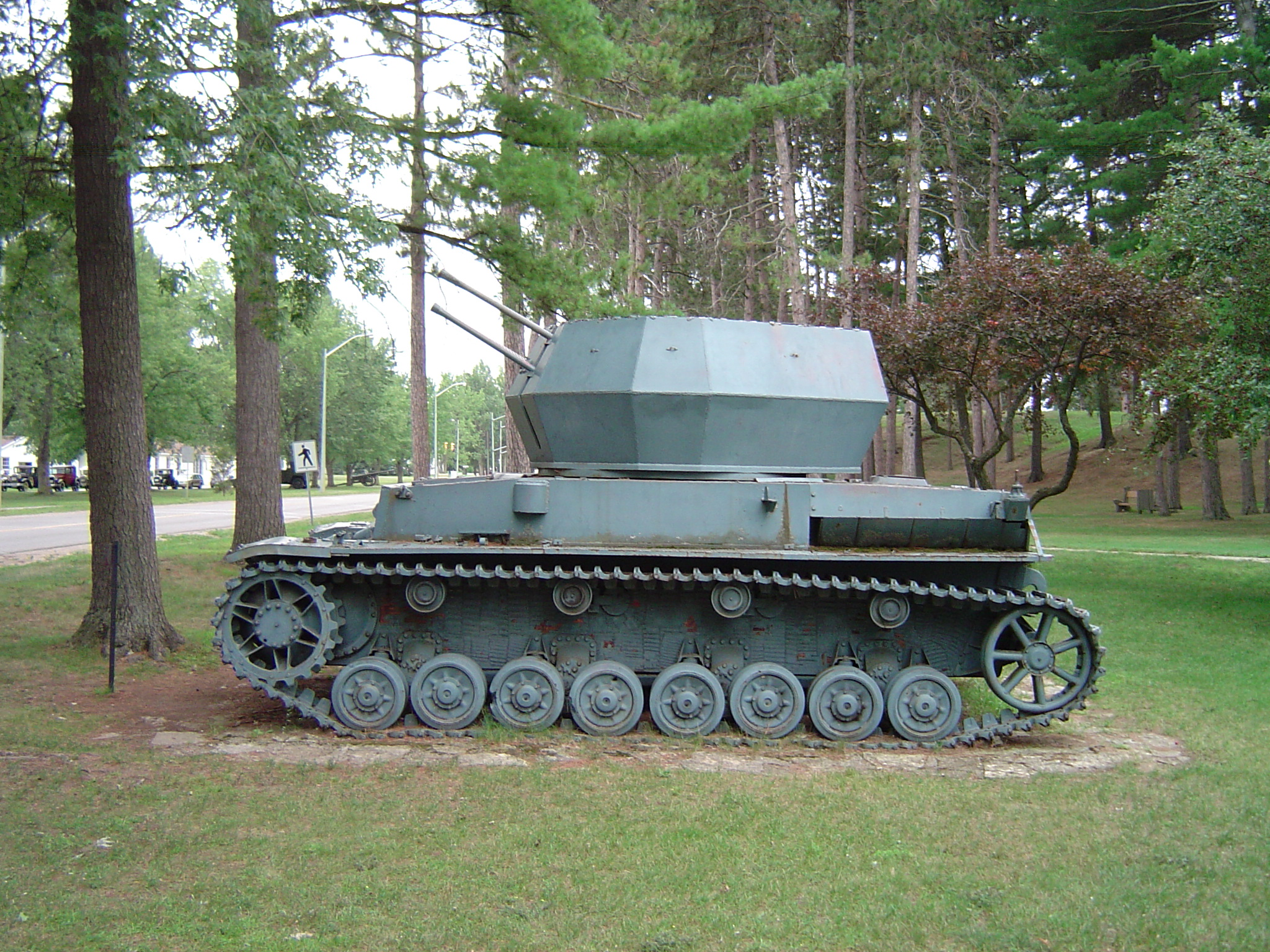
Wirbelwind

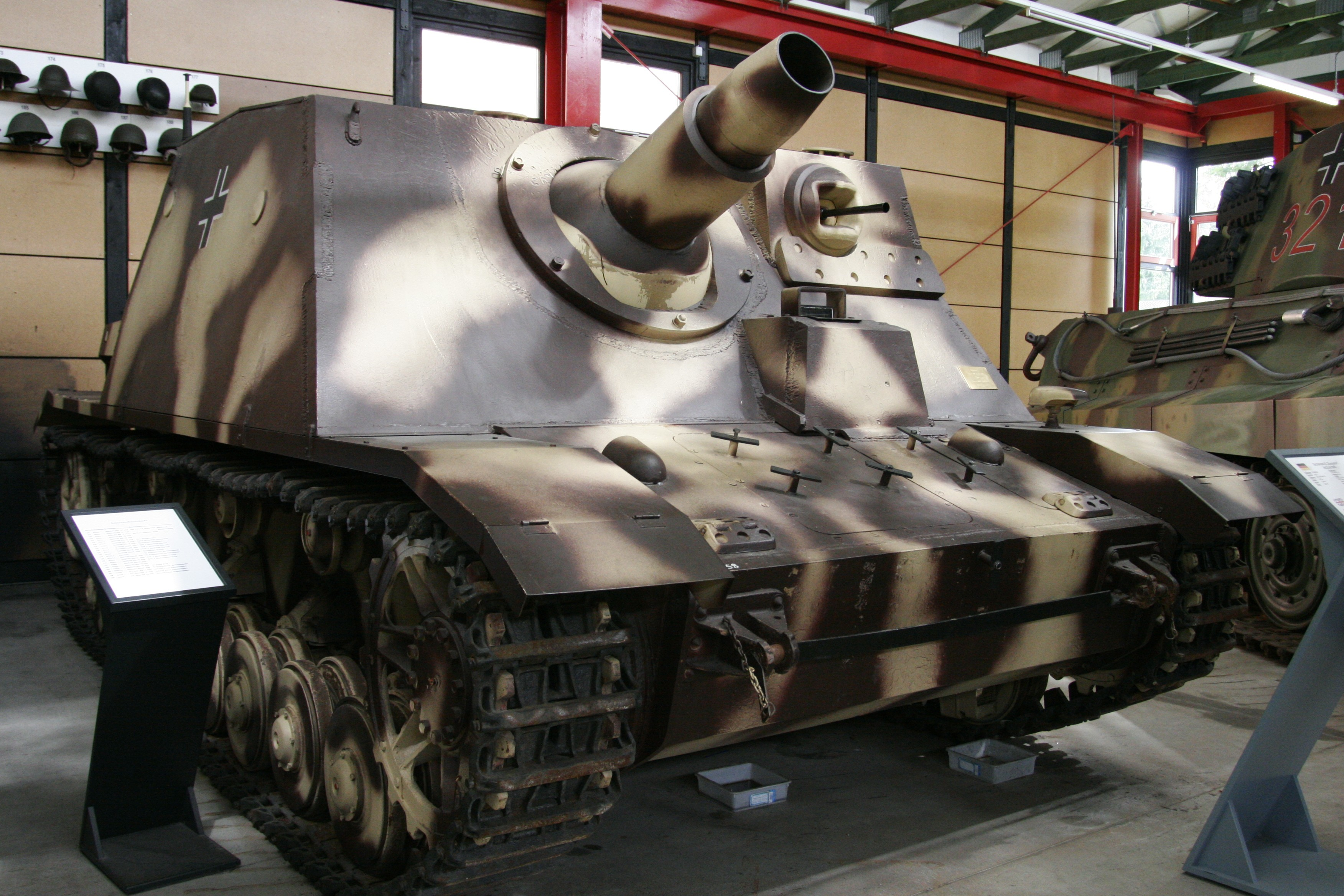
Brummbär

- Möbelwagen: 37 mm luftvärn i ett öppet torn.
- Wirbelwind: fyrdubbelt 20 mm luftvärn i roterande öppet torn.
- Ostwind: 37 mm luftvärn i öppet torn.
- Kugelblitz: dubbla 30 mm luftvärnskanoner i slutet torn, mycket sällsynta.
- Brummbär: 15 cm SiG-33 infanterikanonvagn.
- Jagdpanzer IV: 7,5 cm L/48 (tidiga) och L/70 (sena) pansarvärnskanonvagn.
- StuG IV: Panzer IV med överbyggnad från StuG III.
- 10,5 cm K18 auf Panzer Selbstfahrlafette IVa: infanterikanonvagn/pansarvärnskanonvagn. Två prototyper byggdes och användes på östfronten.
- 10,5 cm leFH18/1 (Sf) auf Geschützwagen IVb (SdKfz 165/1) (1942): 10,5 cm självgående haubits. Haubitsen var monterad i ett öppet torn som kunde vridas 70 grader åt varje håll på ett förkortat Panzer IV-chassi. Åtta prototyper producerades av Krupp i november 1942 och skickades till östfronten för tester.
- 10,5 cm leFH18/1L/28 auf Waffenträger GW IVb: med smeknamnet Heuschrecke (gräshoppa) (1943, 3 prototyper): 10,5 cm bandkanonvagn. Haubitsen var monterad i ett torn som kunde svänga 360 grader på ett något förlängt Panzer IV-chassi. Tornet kunde lyftas av och placeras på hjul som bars med på vagnen eller på en betonggrund och vagnen fungerade då som ammunitionsbärare.
- Brückenlegepanzer IV/ Brückenleger IV: broläggare baserade på ausf C/D. Kunde lägga ut en 9 meters bro som klarade 28 ton. Blev för tung för fjädringen och lades ner 1941 efter 20 producerade vagnar.
- Infanterie Sturmsteg: anfallsbro för infanteriet. Panzer IV-chassi med en teleskopbro. 2 stycken tillverkades.
- Munitionspanzer IV: ammunitionsbärare
- Munitionsschlepper für Karlgerät: ammunitionsbärare för 600 mms mörsaren Karl. Baserad på ausf D och kunde bära 3 granater. Hade en elektrisk kran som klarade 3 ton.
- Land-Wasser Schlepper/Panzerfähre: En amfibietraktor baserad på Panzer IV-chassit som hade en stor ponton och en hytt.
- Bergepanzer (1944: 36 byggda): bärgningsfordon, i princip en tornlös Panzer IV med en kran.
- Geschützwagen III/IV: ett förlängt Panzer IV-chassi med komponenter från Panzer III. Användes till Nashorn och Hummel och en självgående haubits.